# Vědomice, Litoměřice
Vědomice là một làng thuộc huyện Litoměřice, vùng Ústecký, Cộng hòa Séc.